# كرايغ ويلسون (لاعب كرة الماء)
كرايغ ويلسون (بالإنجليزية: Craig Wilson)‏ هو لاعب كرة الماء أمريكي، ولد في 5 فبراير 1957 في بيفيل في الولايات المتحدة.

## وصلات خارجية
- كرايغ ويلسون على موقع قاعة مشاهير السباحة العالمية (الإنجليزية)
- كرايغ ويلسون على موقع قاعة مشاهير السباحة الأمريكية (الإنجليزية)
- كرايغ ويلسون على موقع اللجنة الأولمبية الدولية (الإنجليزية)
- كرايغ ويلسون على موقع أوليمبيديا (الإنجليزية)